# Seznam dílů seriálu Superkočky
Toto je seznam dílů seriálu Superkočky. Americký komediálně-dramatický televizní seriál Superkočky měl premiéru v letech 2010–2011 na stanici The CW.

## Přehled řad
| Řada | Díly | Premiéra v USA | Premiéra v USA  | Premiéra v ČR  | Premiéra v ČR   |
| Řada | Díly | První díl      | Poslední díl    | První díl      | Poslední díl    |
| ---- | ---- | -------------- | --------------- | -------------- | --------------- |
| 1    | 22   | 8. září 2010   | 17. května 2011 | 20. října 2012 | 23. března 2013 |

## Seznam dílů
| Č. v seriálu | Původní název                        | Český název                  | Režie            | Scénář                                                     | Premiéra v USA     | Premiéra v ČR      |
| ------------ | ------------------------------------ | ---------------------------- | ---------------- | ---------------------------------------------------------- | ------------------ | ------------------ |
| 1            | A World Full of Strangers            | Holky, do toho!              | Allan Arkush     | Kevin Murphy                                               | 8. září 2010       | 20. října 2012     |
| 2            | I Say a Little Prayer                | Trochu se pomodlím           | Allan Arkush     | námět: Kevin Murphy scénář: Kevin Murphy a Jennifer Schuur | 15. září 2010      | 27. října 2012     |
| 3            | Beale St. After Dark                 | Na ulici po setmění          | Bethany Rooney   | námět: Kevin Murphy scénář: Kevin Murphy a Peter Calloway  | 22. září 2010      | 3. listopadu 2012  |
| 4            | Nobody Loves Me But My Mother        | Kromě mámy mě nikdo nemá rád | David Paymer     | Anne Kenney                                                | 29. září 2010      | 10. listopadu 2012 |
| 5            | The Prisoner's Song                  | Hlasování o důvěře           | John Behring     | Curtis Kheel                                               | 6. října 2010      | 17. listopadu 2012 |
| 6            | Ragged Old Flag                      | Dívčí fotbal                 | Kevin Fair       | James Eagan                                                | 13. října 2010     | 24. listopadu 2012 |
| 7            | The Match Game                       | Dražba roztleskávaček        | John Dahl        | Jennifer Schuur                                            | 27. října 2010     | 1. prosince 2012   |
| 8            | Back of a Car                        | Na zadní sedačce v autě      | Allan Arkush     | Kevin Murphy a Amanda Alpert Muscat                        | 3. listopadu 2010  | 8. prosince 2012   |
| 9            | Finish What We Started               | Dokončíme, co jsme začali    | Ron Underwood    | Vince Gonzales                                             | 10. listopadu 2010 | 15. prosince 2012  |
| 10           | Pledging My Love                     | Deklarace lásky              | Debbie Allen     | Peter Calloway                                             | 17. listopadu 2010 | 22. prosince 2012  |
| 11           | Think Twice Before You Go            | Pravda bolí                  | Dennie Gordon    | Matthew B. Roberts                                         | 1. prosince 2010   | 5. ledna 2013      |
| 12           | Papa, Oh Papa                        | Tati, ach, tati              | Andy Wolk        | Kevin Murphy a Jennifer Schuur                             | 25. ledna 2011     | 12. ledna 2013     |
| 13           | Worried Baby Blues                   | Prozrazené tajemství         | Ron Underwood    | Kevin Murphy a Curtis Kheel                                | 1. února 2011      | 19. ledna 2013     |
| 14           | Remember When                        | Vzpomínání                   | Omar Madha       | Kevin Murphy a James Eagan                                 | 8. února 2011      | 26. ledna 2013     |
| 15           | God Must Have My Fortune Laid Away   | Doznání                      | John Behring     | Vince Gonzales a Matthew B. Roberts                        | 15. února 2011     | 2. února 2013      |
| 16           | Fancy Dan                            | Souboj o Dana                | John Dahl        | Anne Kenney                                                | 22. února 2011     | 9. února 2013      |
| 17           | Don't Make Promises (You Can't Keep) | Soutěž o píseň               | Robert Berlinger | Amanda Alpert Muscat                                       | 1. března 2011     | 16. února 2013     |
| 18           | Woke Up Dead                         | Město strachu                | Andy Fickman     | Jennifer Schuur                                            | 19. dubna 2011     | 23. února 2013     |
| 19           | Before I Was Caught                  | Než mě nachytali             | Andy Wolk        | Peter Calloway                                             | 26. dubna 2011     | 2. března 2013     |
| 20           | Warped Sister                        | Bláznivá sestra              | Tricia Brock     | James Eagan                                                | 3. května 2011     | 9. března 2013     |
| 21           | Land of 1,000 Dances                 | Země tisíců tanců            | Debbie Allen     | Curtis Kheel                                               | 10. května 2011    | 16. března 2013    |
| 22           | I'm Sick Y'all                       | Život je pes                 | Omar Madha       | Kevin Murphy                                               | 17. května 2011    | 23. března 2013    |